# Günter Herrmann-Togo
Günter Herrmann-Togo (* 31. Dezember 1916 in Breslau; † 30. Januar 1999 in Ludwigsburg) war der Gründer und Präsident der Deutsch-Togolesischen Gesellschaft (Société Allemande-Togolaise) von 1972 bis 1999.
Vorher war er Mitglied (seit 1959) und danach Vizepräsident (1964 bis 1972) des in der Republik Togo / Westafrika ansässigen Deutsch-Togo-Bundes (Organ der deutschtreuen Togoleute). Außerdem Entwicklungshelfer in Togo von 1959 bis 1999.
Als Redaktionsmitglied gehörte er der Zeitschrift „Togo-Rundschau“ (Informationen aus Politik, Kultur, Sport, Tourismus, Wirtschaft und den deutsch-togoischen Beziehungen) von 1981 bis 1999 an.

## Auszeichnungen
- 1969 Ordre d'amitié du DTB
- 1976 Commandeur de l'Ordre Dynastique de Saint Sava
- 1986 Ordre du mérite de la SAT